# Вессели, Нафтали Герц

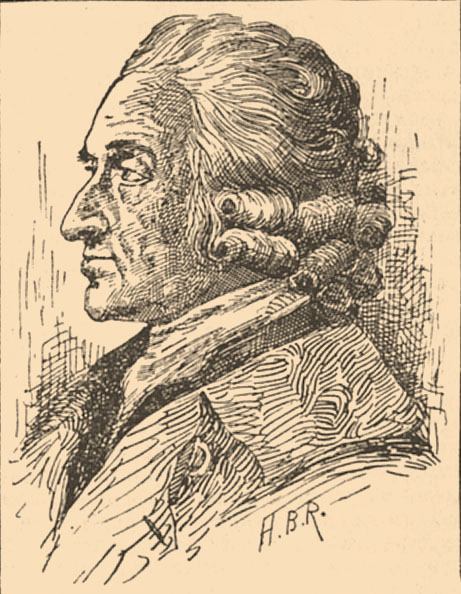
Нафтали Герц Вессели

Нафтали Герц Вессели (Вейзель; 1725, Гамбург, — 1805, там же) — еврейский поэт, филолог, переводчик, один из крупнейших деятелей Гаскалы и возрождения иврита, как разговорного языка и языка литературы.
В юности изучал религию и светские науки, языки. Занимался коммерцией, был увлечен изучением языка, благодаря этому вышли труды о еврейском языке — Ха-Лебанон, или Ган-Науль, Джейн-Лебанон (комментарии к трактату Мишны Пиркей Авот, 1775). С 1774 года — в Берлине, работал с известным деятелем еврейского Просвещения Мозесом Мендельсоном.

## Произведения
- Диврей шалом ве-эмет (Слова мира и правды, 1782)[3]
- Сефер-ха-Миддот
- Ширей тиферет (Песни славы), поэма